# Těchlovice (Ústí nad Labem)
Těchlovice é uma comuna checa localizada na região de Ústí nad Labem, distrito de Děčín.